# Українська народна партія (1999)
Украї́нська Наро́дна Па́ртія — правоцентристська партія сучасної України, заснована на базі осередків Народного Руху України та структур інших партій у 1999 році. Початкова назва — Український народний рух. У 2003 році її було перейменовано на Українську Народну Партію. 

## Загальні відомості

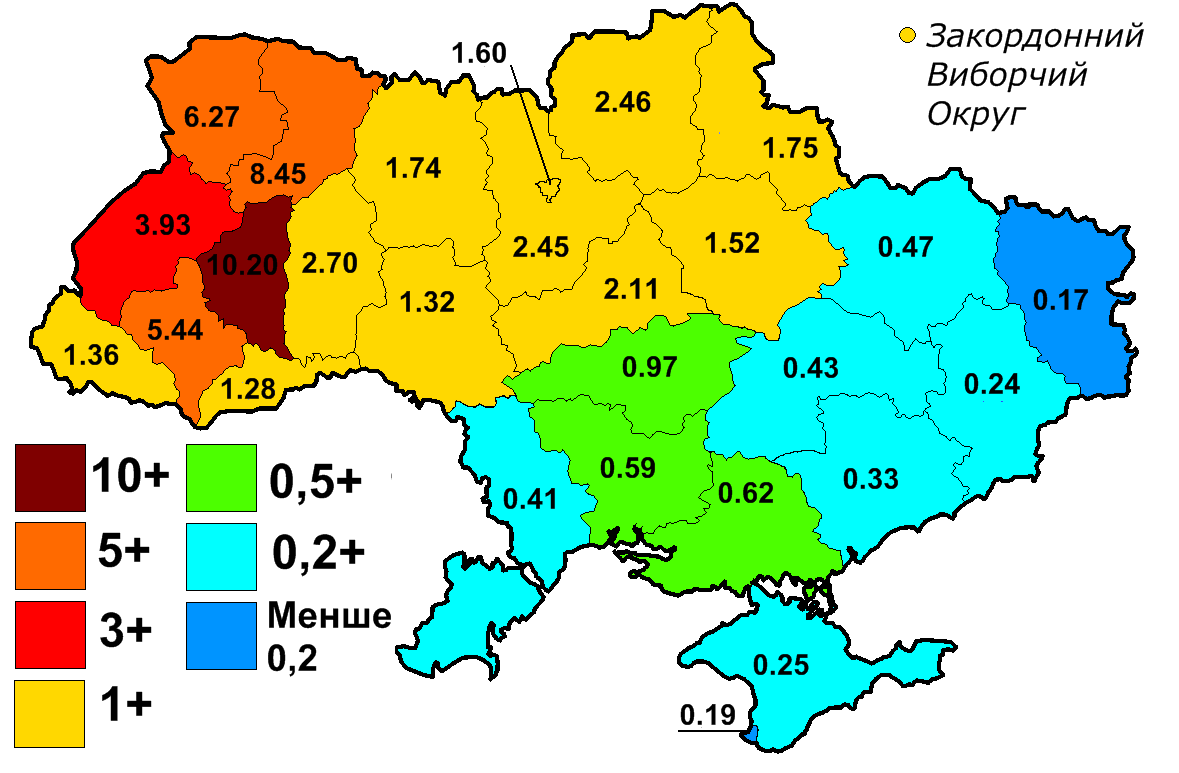
Результат на виборах 2006 року

Спирається насамперед на підтримку підприємців малого та середнього бізнесу, фермерів, інтелігенції та студентства, що стоять на позиціях побудови в Україні національної держави, інтегрованої в Європу.
Мета діяльності партії: утвердження державної незалежності України, розбудова в Україні розвиненого громадянського суспільства та національної демократичної правової держави, інтегрованої до європейської спільноти шляхом повноправного членства в НАТО, Європейському союзі та інших євроатлантичних структурах.
Базові засади: Демократичне політично структуроване суспільство; Інтеграція України в європейські та євроатлантичні політичні, економічні структури; Соціально орієнтована ринкова економіка; Формування середнього класу; Розвиток науково містких технологій, малого та середнього бізнесу, фермерства; Збереження традиційних та розвиток сучасних форм української культури; Створення умов для формування єдиної помісної церкви в Україні; Пріоритет родинних цінностей. 

## З історії УНП
Веде свій родовід від 1989 року. Тоді було засновано першу в УРСР демократичну масову організацію, опозиційну до правлячого комуністичного режиму — Народний Рух України. Вона об'єднала всі патріотичні сили, які ставили за мету досягнення державного суверенітету України та побудову демократичної держави.
1991. Реалізовано головний пункт програми організації — Україна стала незалежною державою. У Верховній Раді 1-го скликання депутати від Народного Руху (за перебудову) ініціювали створення першого в історії українського парламенту демократичного депутатського об'єднання Народна Рада. Перебуваючи в меншості, це об'єднання відіграло вирішальну роль в ініціюванні та прийнятті всіх реформістських законів. Серед керівників Народної Ради — колишній член УНП Іван Заєць.
1992. Національно-демократичні сили, серед яких були представники партії, розробили першу Концепцію державотворення. Один з її ключових елементів — ухвалення Конституції Української держави, яку було прийнято 1996 року на основі цих розробок.
1999. На базі осередків НРУ та структур інших партій утворено Український народний рух, згодом перейменований на Українську народну партію. Її головою обраний Юрій Костенко.
2000. Партія делегувала своїх представників до першого в Україні демократичного уряду Віктора Ющенка, підтримувала уряд законодавчо і політично.
2000–2001. Партія ініціювала об'єднання національно-демократичних сил для спільної участі в парламентських виборах-2002. З її ініціативи створено об'єднання демократичних сил «Українська правиця», до якого увійшли близько 50 громадських організацій та політичних партій. «Правиця» стала прообразом виборчого блоку національно-демократичних сил. Разом з Народним рухом України партія започаткувала формування широкого об'єднання демократичних сил на парламентські вибори 2002 року — блоку «Наша Україна». 
2002. Як один з ініціаторів та засновників блоку «Наша Україна», партія брала участь у виборах-2002. Блок набрав майже 24% голосів.
2003. Українська Народна Партія на своєму з'їзді першою серед політичних сил України офіційно підтримала кандидатуру Віктора Ющенка на посаду глави держави. Як найбільша партія блоку, вона розгорнула підготовку своїх низових структур для участі у виборчій кампанії В.Ющенка. Протягом року Ю. Костенко вів переговори між В. Ющенком, Ю. Тимошенко та О.Морозом щодо формування демократичної опозиції з єдиним кандидатом в президенти. Як наслідок, перед початком виборчої кампанії Ющенко та Тимошенко підписали угоду про створення Коаліції «Сила народу».
2004. Українську державу вперше очолив представник демократичних сил — Віктор Ющенко. Внесок Української народної партії у перемогу — 57 тисяч членів виборчих комісій, кожен четвертий керівник штабу — представник УНП, 7 тисяч українських спостерігачів, залучення 2 тисяч міжнародних спостерігачів, 38 мільйонів примірників друкованих партійних видань, десятки тисяч агітаторів у селах, містах та містечках по всій Україні. 
2006. УНП вийшла на парламентські та місцеві вибори в складі Українського народного блоку Костенка і Плюща. На виборах до Верховної Ради за Блок проголосували 1,89% громадян. На виборах до місцевих органів влади представники партії отримали понад 10 тисяч мандатів депутатів обласних, міських, районних, сільських та селищних Рад, а також міських, сільських та селищних голів. Влітку, одразу після формування у Верховній Раді «антикризової коаліції», УНП виступила з вимогою до Президента про розпуск парламенту. Восени УНП ініціювала в усіх обласних та більшості районних центрів проведення «круглих столів» правих партій щодо об'єднання. 
2007 На позачергових парламентських виборах бере участь у складі блоку Наша Україна — Народна Самооборона, до складу блоку також увійшли партія Наша Україна, Народний Рух України, Християнсько-Демократичний Союз, ⁣Партія захисників Вітчизни, Народна Самооборона, Європейська партія України, Українська республіканська партія «Собор»
У 1999–2013 роках УНП очолював Юрій Костенко, з жовтня 2013 року Олександр Клименко. У 2021 лідером партії було знов обрано Юрія Костенка. 

## Спроба об'єднання НРУ й УНП 2013 року

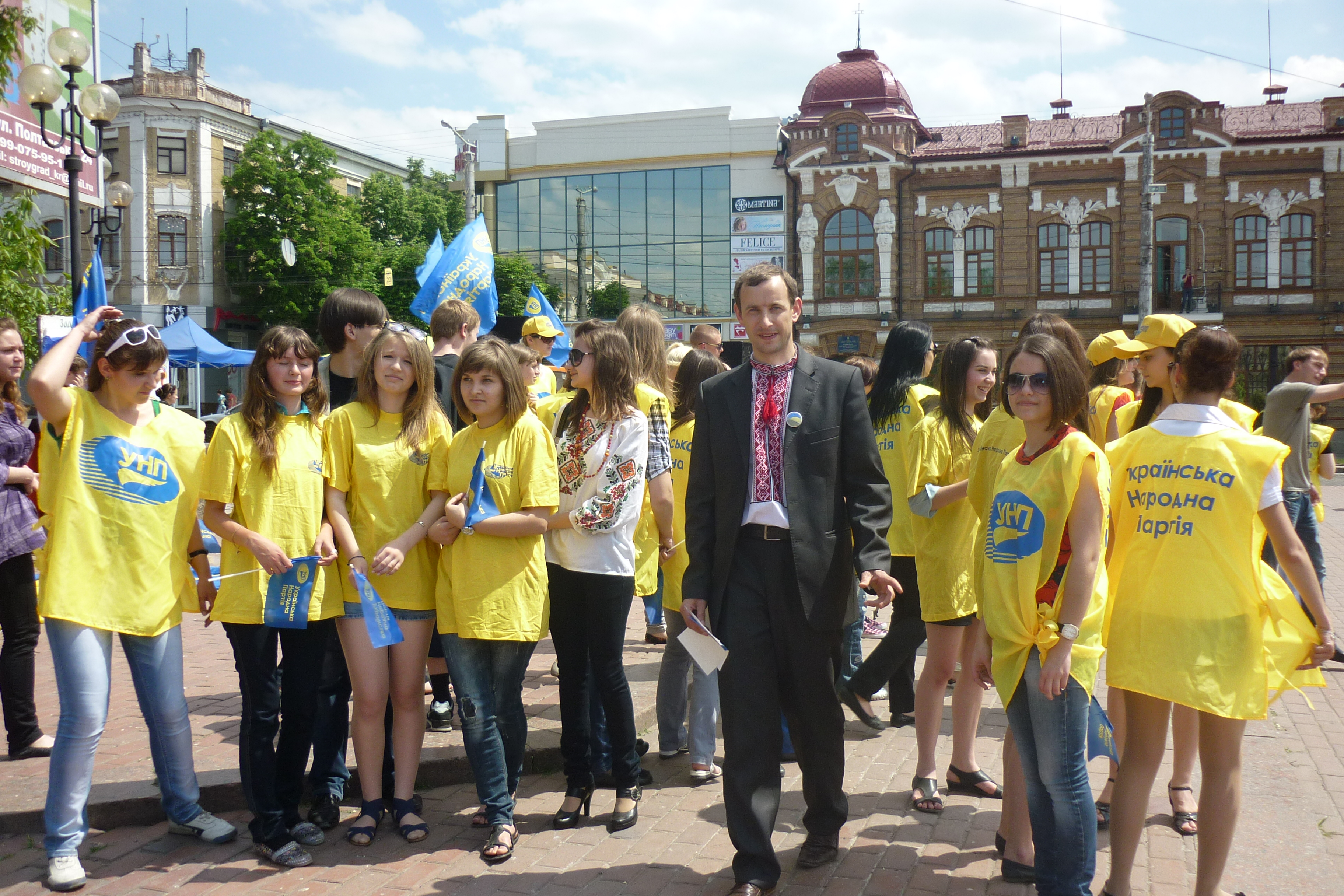
УНП у Кропивницькому, 2011 рік

19 травня 2013 завершився всеукраїнський об'єднавчий з'їзд Народного Руху України і Української народної партії, під час якого було прийнято рішення створити єдину партію — Народний Рух України (Українська народна партія «Рух»), однак об'єднання так і не відбулося. 
У жовтні новий лідер УНП Олександр Клименко повідомив що об'єднання УНП та НРУ в партію "РУХ" не відбулося, оскільки Міністерство юстиції України відмовилося реєструвати відповідні документи, прийняті на об'єднавчому з'їзді цих партії 19 травня 2013 року. Через це на з'їзді УНП 5 жовтня було прийнято рішення про припинення процесу утворення нової партії «РУХ» і було призупинено ліквідацію партії УНП, яка відновила свою самостійну діяльність.

## Координати
Центральний офіс партії: м. Київ, вул. Мечникова 16, офіс 4.1